# Armas Luukko
Frans Armas Luukko, född 4 oktober 1908 i Kuortane, död 4 maj 1993 i Esbo, var en finländsk historiker.
Luukko blev filosofie doktor 1949 och var personlig extra ordinarie professor i Finlands historia vid Helsingfors universitet från 1955 till 1973. I sina landskapshistoriska undersökningar av Sydösterbotten, Nordösterbotten, Lappland och Tavastland har han utvecklat metoder för bosättningshistorisk forskning. Han har även publicerat översikter över Finlands 1600-talshistoria. 